# دومينيك شيل (لاعب كرة قدم)
دومينيك شيل (بالألمانية: Dominik Scheil)‏ هو لاعب كرة قدم ألماني في مركز الدفاع، ولد في 12 ديسمبر 1989 في مدينة براونشفايغ في ألمانيا. لعب مع آينتراخت براونشفايغ.